# Cwmbran Stadium
El Cwmbran Stadium (en galés: Stadiwm Cwmbrân) es un estadio multiusos ubicado en la ciudad de Cwmbran en Gales y es la actual sede del Cwmbran Town FC.

## Descripción
El estadio cuenta con capacidad para más de 10000 espectadores, cuenta con una arena bajo techo, pista de atletismo, una piscina de 25 metros y una de las mejores salas de boliche del país con seis carriles, una cancha de squash, sala de eventos, café y bar.